# Çökelek

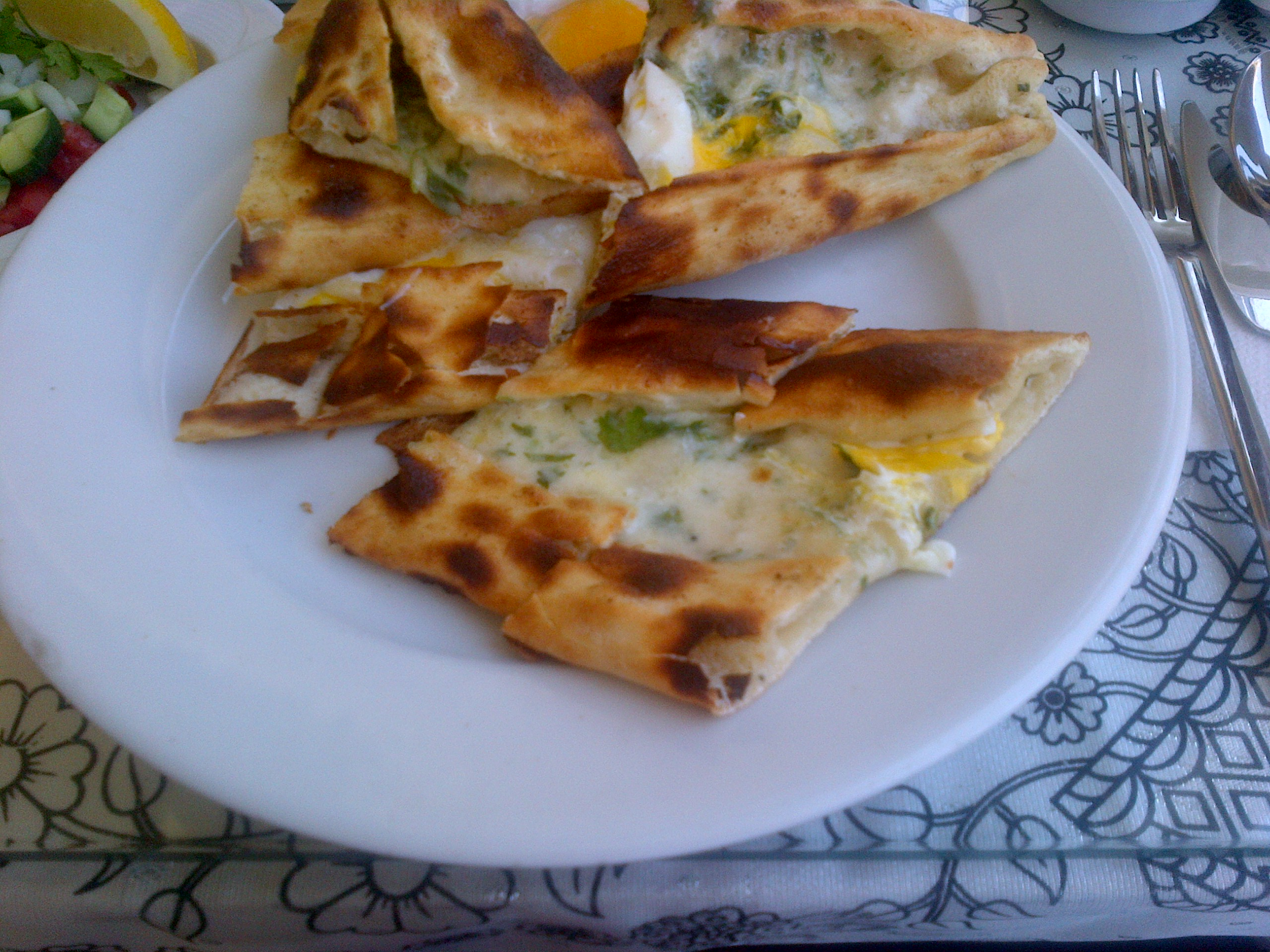
Pide amb çökelek i ou.

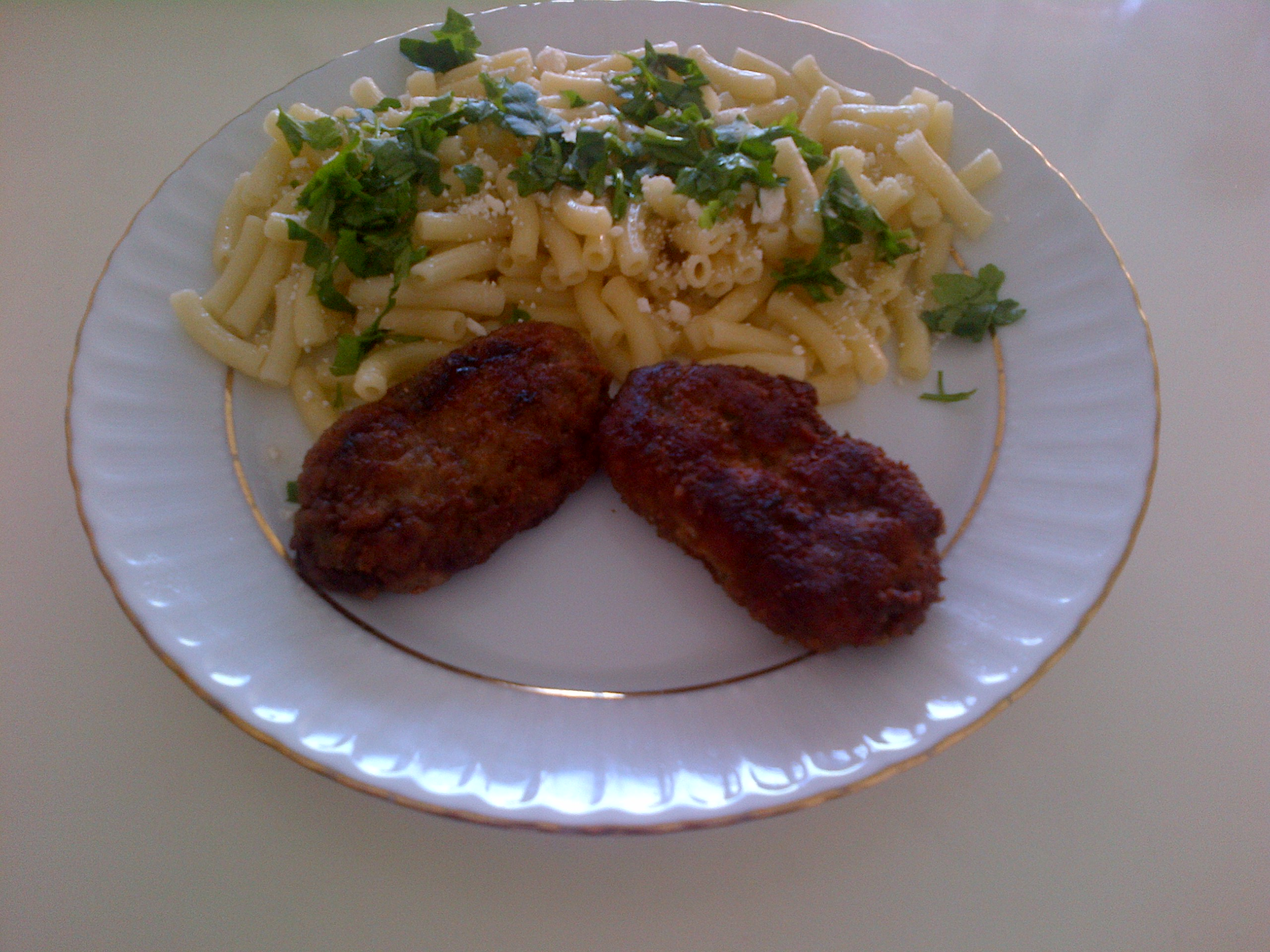
Çökelek a sobre uns macaroni servit amb köftes turques.

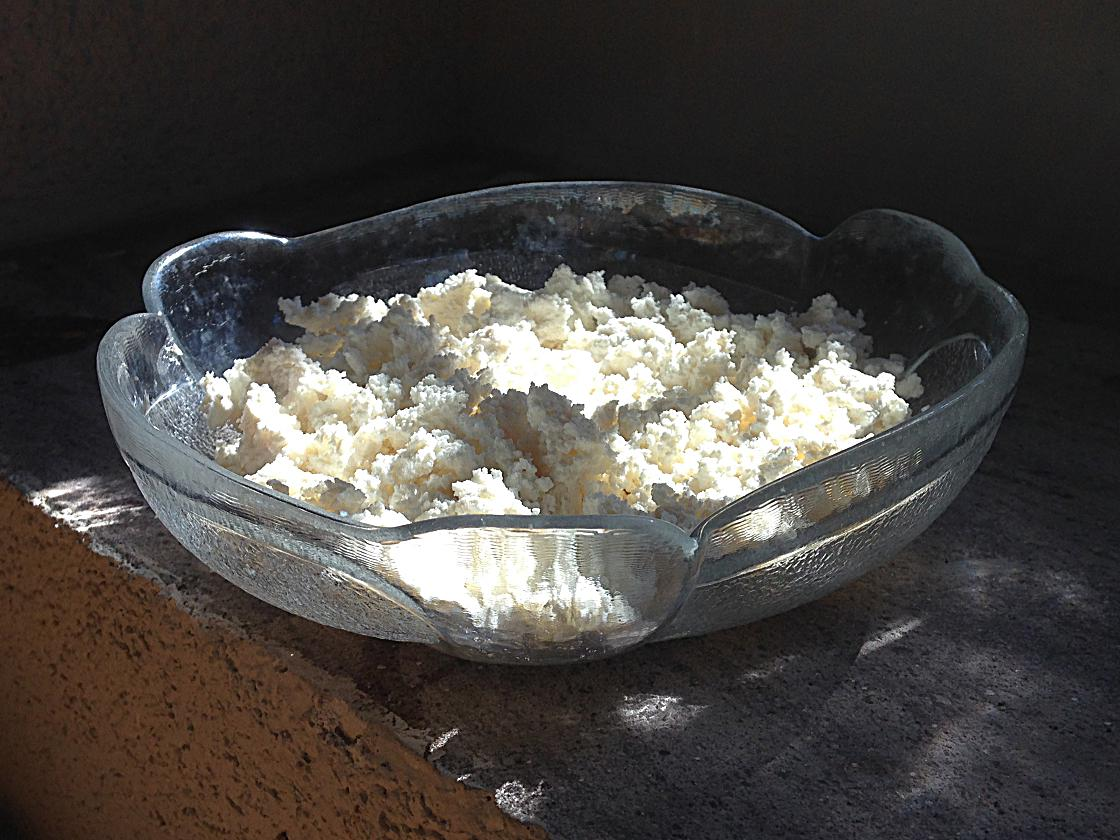
Lor peyniri (formatge Lor) és similar al çökelek.

El çökelek (mot en turc) és un formatge fet amb llet coagulada. Generalment es fa servir com a farcida de pide i börek a la cuina turca. També es fa servir en fer sıkma (dürüm d'esmorzar a les zones rurals de Turquia) amb yufka i julivert o cebes verdes.